# Rio Miriri

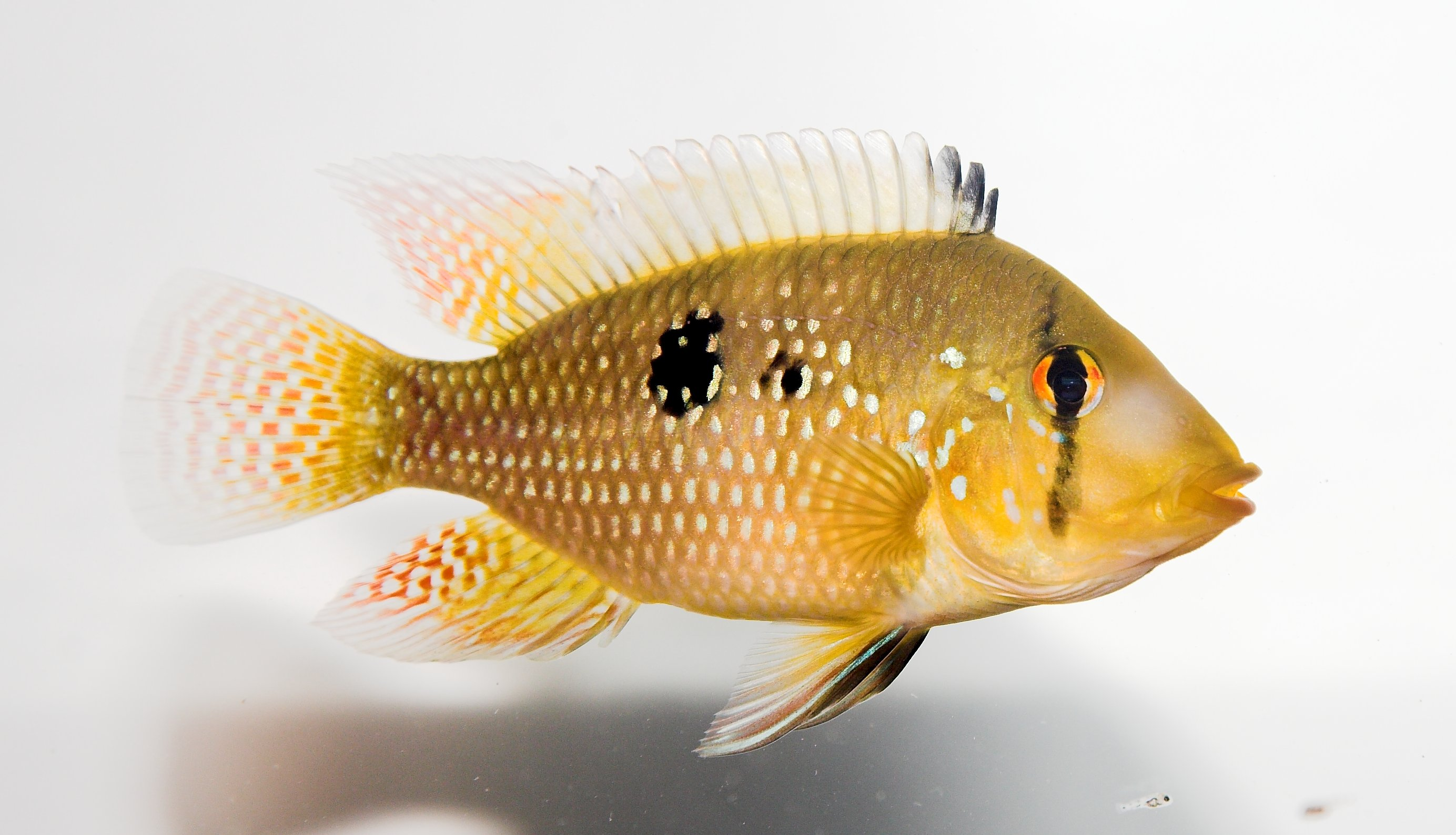
Cará, peixe outrora muito comum na bacia do Miriri.

O rio Miriri é um rio brasileiro que banha o estado da Paraíba. Sua extensão é de aproximadamente 58,7 km, e apresenta uma área de manguezal em torno de 285 hectares. Suas águas têm como principais usos o abastecimento humano e animal, além de irrigação e pesca. Em sua foz há um maceió onde abunda rochas sedimentares que, presume-se, eram usadas pelos nativos como pigmento natural ao lado do urucum.

## Etimologia
Etimologicamente, crê-se que o termo «miriri» que seja uma corruptela do tupi-guarani miri-r-y, que significa «rio dos miris» (ou «piris»), que é uma espécie de junco (Rhynchospora cephalotes). Na historiografia, às vezes é denominado Miriripe, que em português significa «balançar dos juncos».
O escritor Leon Francisco Clerot acreditava, no entanto, que Miriri vinha de mberu-r-y, que em português significa «rio das moscas».

## Bacia

### Características
O rio tem suas cabeceiras na divisa dos municípios de Mari e Sapé e segue no sentido oeste-leste, como divisa natural de vários municípios paraibanos até desembocar no Oceano Atlântico, mais precisamente entre os municípios de Lucena e Rio Tinto. Sua foz forma um maceió durante as marés baixas e apresenta muitas rochas e uma barra que vai se desfazendo a medida que a maré alta avança. 
Quando a maré retrocede, a mesma barra volta a se refazer graças a diferença de nível entre o mar e as terras um pouco mais a oeste.

### Canal Acauã–Araçagi
Considerada a porta de entrada das águas do rio São Francisco no estado, que chegara via «Canal Leste», o canal Acauã–Araçagi é uma obra de grande envergadura, orçada em 933 milhões de reais. A obra foi iniciada em outubro de 2012 e prevê-se que irrigará 16 mil hectares de terras agricultáveis. O canal foi considerado a maior obra hídrica dos últimos trinta anos na Paraíba, pois terá terá 112 km de extensão quando estiver concluído, e garantirá água para 500 mil habitantes de 35 cidades.
Tal canal visa integrar as bacias hidrográficas da região litorânea paraibana a fim de aproveitar as águas vindas do São Francisco. Finda a construção, haverá conexão entre as bacias e sub-bacias do Paraíba, Camaratuba, Gurinhém, Miriri e Araçagi–Mamanguape.